# زاید-بیرلاند
زاید-بیرلاند (به هلندی: Zuid-Beijerland) یک منطقهٔ مسکونی در هلند است که در کورن‌دیک واقع شده‌است. زاید-بیرلاند ۲٬۴۰۷ نفر جمعیت دارد.